# Finlandia na Letnich Igrzyskach Olimpijskich 1988
Finlandię na Letnich Igrzyskach Olimpijskich 1988 reprezentowało 78 zawodników, 59 mężczyzn i 19 kobiet.

## Zdobyte medale
| Medal  | Zawodnik      | Dyscyplina    | Konkurencja                               | Rezultat    |
| ------ | ------------- | ------------- | ----------------------------------------- | ----------- |
| Złoto  | Tapio Korjus  | Lekkoatletyka | Rzut oszczepem mężczyzn                   | 84,28 m     |
| Srebro | Harri Koskela | Zapasy        | Waga do 90 kg w stylu klasycznym mężczyzn | [ 2 ] [ 3 ] |
| Brąz   | Tapio Sipilä  | Zapasy        | Waga do 68 kg w stylu klasycznym mężczyzn | [ 2 ] [ 4 ] |
| Brąz   | Seppo Räty    | Lekkoatletyka | Rzut oszczepem mężczyzn                   | 83,26 m     |